# Joanna Fligiel
Joanna Fligiel (ur. 6 sierpnia 1968 w Katowicach) – polska pisarka, feministka, autorka poezji. Członkini Unii Literackiej.
Pomysłodawczyni, założycielka i redaktorka Babińca Literackiego. Pisała artykuły dla czasopism polonijnych „Polonia w Kalifornii” i „Nowy Dziennik”. W latach 2010–2020 wraz z Ewą Świąc współtworzyła „Śląską Strefą Gender”. Zwyciężczyni konkursu East Bay American Association w kategorii Debiut 2008 za tom wierszy Autoportret, zdobyła również Grand Prix III edycji Ogólnopolskiego Konkursu Poetyckiego „O Granitową Strzałę” za tomik Geny.
W jej twórczości dominuje temat przemocy domowej.

## Książki
- Autoportret, East Bay American, 2008, ISBN 978-83-609836-8-3
- Geny, Strzelin: Strzeliński Ośrodek Kultury, 2011, ISBN 978-83-922818-5-6
- Rubato, Klub Integracji Twórczych "Stowarzyszenie Żywych Poetów", 2018, ISBN 978-83-61381-50-1